# 五十嵐祐貴
五十嵐 祐貴（いがらし ゆうき）は、日本のアニメーション監督、アニメーター。ツインエンジン所属。

## 経歴
明治大学在籍後、独学で絵を学びアニメ業界へ入った叩き上げのアクションアニメーター。スター・ウォーズ: ビジョンズ『のらうさロップと緋桜お蝶』にて初監督を務める。
『映像研には手を出すな！』3話にて、コンテ演出作監話数内デザイン、映像の6割の原画をたった1人で担った。当話数は原作者の大童澄瞳より「神回」とTwitterで記された。また、『呪術廻戦』にてエンディングの作画を1人で担当。本人のTwitterでの記述によれば、週刊少年ジャンプにその件で言及を受けた。その特徴的なポーズは多くのパロディを生む。
書道家を目指していた時期もあり、アニメにおいても筆による文字デザインを手掛けることがある。

## 参加作品

### テレビアニメ
- ギルティクラウン（2011年-2012年）#10・18・22原画
- バトルスピリッツ 覇王（2011年-2012年）#19・26・32・38・40・44・50原画
- 男子高校生の日常（2012年）#2・9・12第二原画
- 貧乏神が!（2012年）#1・3・9・10第二原画
- アイカツ! -アイドルカツドウ!-（2012年-2016年）#24第二原画
- バトルスピリッツ ソードアイズ（2012年-2013年）OP1・OP2・#3・7・15・18・20・22・26・28・31・34・36・39・43・45原画、#1・23・24・27第二原画
- Robotics;Notes（2012年-2013年）#1・7・14・19・22原画
- イクシオン サーガ DT（2012年-2013年）#15原画
- RDG レッドデータガール（2013年）#1・7原画
- よんでますよ、アザゼルさん。Z（2013年）#11第二原
- 銀の匙 Silver Spoon（2013年）#4原画
- LINE TOWN（2013年-2014年）#1原画
- ハイキュー!!（2014年）#10動画
- 美少女戦士セーラームーン Crystal（2014年-2015年）#3筆文字デザイン
- 俺物語!!（2015年）#7・12・14・21動画
- オーバーロード（2015年）#9第二原画、#3・8動画
- ハイキュー!! セカンドシーズン（2015年）#23原画、#21第二原画
- ワンパンマン（2015年）OP・#1・3・4動画
- ダイヤのA -SECOND SEASON-（2015年-2016年）#9・11動画
- Dimension W（2016年）#7原画、#2第二原画
- ジョーカー・ゲーム（2016年）EDカード、筆文字
- 三者三葉（2016年）#2原画
- モブサイコ100（2016年）OP・#3・5・7・8・10・12原画、#5・12第二原画
- 文豪ストレイドッグス（2016年）ED・#20原画
- フリップフラッパーズ（2016年）#3・5・12原画
- ハイキュー!! 烏野高校VS白鳥沢学園高校（2016年）#9第二原画
- 進撃の巨人 Season2（2017年）#30原画
- ボールルームへようこそ（2017年）OP1・OP2・#1・3・4・7・10・11原画
- Just Because!（2017年）OP原画
- ひそねとまそたん（2018年）ED原画
- 中間管理録トネガワ（2018年）ED文字デザイン
- 盾の勇者の成り上がり（2019年）OP2原画
- ひとりぼっちの○○生活（2019年）ED背景
- 映像研には手を出すな！（2020年）#3絵コンテ・演出・作画監督・メカデザイン・プロップデザイン・原画、#10絵コンテ・原画
- A3!（2020年）#6アクション作監
- 呪術廻戦（2020年）#16作画監督、第1クールED原画

### Webアニメ
- スター・ウォーズ: ビジョンズ「のらうさロップと緋桜お蝶」（2021年）監督・キャラクターデザイン・絵コンテ・演出・作画監督・原画

### 劇場アニメ
- 百日紅 -Miss HOKUSAI-（2015年）筆作画
- この世界の片隅に（2016年）動画
- ハイキュー!! 才能とセンス（2017年）原画、第二原画
- バースデー・ワンダーランド（2019年）原画
- きみと、波にのれたら（2019年）第二原画

### OVA
- 夜桜四重奏 ～ホシノウミ～（2011年）#2動画
- モブサイコ100 REIGEN ～知られざる奇跡の霊能力者～（2018年）OP原画

### ミュージックビデオ
- 星野源「異世界混合大舞踏会 (feat.おばけ)」（2022年）監督[5]